# Metalogy
Metalogy is een album met muzikale hoogtepunten van de Britse heavymetalband Judas Priest, uitgebracht in 2004. Het omvat 5 cd's.

## Tracklisting

### Cd 1
1. Never Satisfied 4:52
2. Deceiver 2:44
3. Tyrant 4:39
4. Victim Of Changes (live) 7:11
5. Diamonds & Rust (live) 3:28
6. Starbreaker (live) 7:19
7. Sinner 6:40
8. Let Us Prey 6:12
9. Dissident Aggressor 3:02
10. Exciter 5:33
11. Beyond The Realms Of Death 6:51
12. Better By You Better Than Me 5:19
13. Invader 4:10
14. Stained Class 5:12
15. The Green Manalishi (With the Two Prong Crown) (live) 4:42

### Cd 2
1. Killing Machine 3:02
2. Evening Star 4:06
3. Take On The World 3:03
4. Delivering The Goods 4:16
5. Evil Fantasies 4:13
6. Hell Bent For Leather 2:40
7. Breaking the Law (live) 2:45
8. Living After Midnight 3:30
9. Rapid Fire 4:00
10. Metal Gods 4:04
11. Grinder (live) 4:21
12. The Rage 4:44
13. Heading Out To The Highway 3:45
14. Hot Rockin' (live) 3:28
15. Trouble Shooter 3:47
16. Solar Angels
17. Desert Plains 4:36
18. Hellion / Electric Eye (live) 4:17
19. Screaming For Vengeance 4:43

### Disc 3
1. Riding On The Wind 3:07
2. Bloodstone 3:52
3. You've Got Another Thing Comin' 5:09
4. Devil's Child 4:48
5. Freewheel Burning 4:42
6. Jawbreaker 3:25
7. The Sentinel 5:24
8. Love Bites (live) 5:37
9. Eat Me Alive 3:31
10. Some Heads Are Gonna Roll 4:05
11. Rock Hard Ride Free 5:00
12. Night Comes Down 4:00
13. Turbo Lover
14. Private Property 4:29
15. Parental Guidance 3:35
16. Out In The Cold 6:27
17. Heart Of A Lion (demo) 3:53

### Disc 4
1. Ram It Down 4:48
2. Heavy Metal 5:58
3. Come & Get It 4:05
4. Blood Red Skies 7:05
5. Painkiller 6:06
6. Between The Hammer & The Anvil 4:48
7. Touch Of Evil 5:54
8. Metal Meltdown 4:47
9. Nightcrawler 5:44
10. All Guns Blazing 3:57
11. Jugulator 5:50
12. Blood Stained 5:26
13. Machine Man 5:15
14. Feed On Me 5:28

### Disc 5 (Live Vengeance '82 dvd)
1. The Hellion/Electric Eye – live
2. Riding On The Wind – live
3. Heading Out To The Highway – live
4. Metal Gods – live
5. Bloodstone – live
6. Breaking the Law – live
7. The Sinner – live
8. Desert Plains – live
9. The Ripper – live
10. Diamonds and Rust – live
11. Devil's Child – live
12. Screaming For Vengeance – live
13. You've Got Another Thing Comin' – live
14. Victim Of Changes – live
15. Living After Midnight – live
16. The Green Manalishi (With the Two Pronged Crown) – live
17. Hell Bent For Leather – live